# Sébastien Vaillant
Pour les articles homonymes, voir Vaillant.
Sébastien Vaillant (26 mai 1669 à Vigny - 20 mai 1722 à Paris) est un botaniste français, qui, écrit Linné, « commença la réformation de la botanique ».

## Biographie

### Premier âge: botanique, orgue et chirurgie
Sébastien Vaillant va à l'école à quatre ans. À cinq, il ramasse des plantes et les transplante dans le jardin de son père, qui doit lui faire son petit jardin. À six, il est mis en pension à Pontoise, chez M. Subtil, un prêtre qui sera un maître sévère. Affligé de fièvre depuis quatre mois, un jour l'enfant se cache et se fait un remède de laitues assaisonnées de vinaigre ; il guérit.
Il est envoyé par son père étudier auprès de l'organiste de la cathédrale de Pontoise auquel il succède, à sa mort, à l'âge de onze ans.
Sébastien Vaillant étudie la médecine et la chirurgie à l'hôpital de Pontoise (la médecine incluait alors des études de botanique). Il quitte Pontoise pour Évreux à dix-neuf ans et c'est à titre de chirurgien qu'il est à la bataille de Fleurus. Toujours chirurgien, il est à Paris en 1691. Il prend comme maître de botanique Joseph Pitton de Tournefort (1656–1708) qui utilise ses talents pour son Histoire des plantes qui naissent aux environs de Paris, parue en 1698. Il suit aussi les cours d'anatomie de Du Verney et de chimie d'Antoine de Saint-Yon.

### Carrière de botaniste
Guy-Crescent Fagon, médecin du roi et botaniste, remarque Sébastien Vaillant et en fait son secrétaire. Il peut dès lors se consacrer à l'étude des plantes pour laquelle il obtient un accès illimité au Jardin du roi dont Fagon le nomme directeur. Fagon était professeur et sous-démonstrateur au Jardin du roi. Tournefort avait sollicité cette charge, mais ce n'est toutefois pas en sa faveur, mais en celle de Sébastien Vaillant, que Fagon démissionne en 1708. Vaillant n'avait rien sollicité mais est très sensible à l'honneur ; il redouble de zèle, accomplissant avec grande générosité ses tâches de professeur.
Les collections du jardin croissent considérablement sous l'impulsion de Vaillant. Même si Vaillant lui-même est basé à Paris et passera à l'histoire par son travail sur la flore parisienne, le Jardin a plusieurs contributeurs hors de Paris, en particulier dans les colonies.
Deux développements dans la suite méritent d'être signalés :
- Fagon obtient de Louis XIV l'autorisation de construire un « Cabinet de drogues » au Jardin du Roi et charge Vaillant de le garnir et d'en assurer la garde ;
- Charles Bouvard avait fait construire la première serre chaude : le Jardin avait des plantes des pays chauds. En 1714, Vaillant obtient l'autorisation d'en construire une autre, afin d'y cultiver des plantes grasses, puis une autre encore en 1717[7].

En 1716, Vaillant entre à l'Académie des sciences ; là encore, il ne l'avait pas sollicité.

#### Études sur la sexualité des plantes
Sur la question de la sexualité des plantes, Sébastien Vaillant avait eu des prédécesseurs : André Césalpin, Rudolf Jakob Camerarius, John Ray, Nehemiah Grew et Prospero Alpini. Il aura, par l'intermédiaire de Johan Stensson Rothman, un successeur illustre et reconnaissant, Carl von Linné. Mais c'est à lui qu'il faut attribuer le rôle décisif d'avoir identifié les organes sexuels des plantes et d'avoir fait reconnaître leur importance dans la taxonomie.

##### Tournefort
En 1700 paraissent les Institutiones rei herbariae de Tournefort. Dans l'ouvrage monumental de son maître, Vaillant doit, écrit Boerhaave, séparer le vrai d'avec le faux. Il fait aussitôt part de ses réserves à Fagon, et montrera plusieurs fois par la suite son désaccord. Mais ce n'est qu'en 1721, longtemps après la mort de l'auteur des Institutiones et peu avant la sienne, qu'il les communiquera à l'Académie des sciences, et seulement en 1722 que seront publiées ses Remarques sur la méthode de M. Tournefort.
Le différend tourne autour du rôle central que Vaillant, anticipant Linné, attribue, pour la classification des plantes, à leurs caractères sexuels. L'histoire, par Linné, a clairement favorisé Vaillant, mais beaucoup ont vu chez lui de l'ingratitude à l'égard de Tournefort.

##### Histoire des deux pistachiers

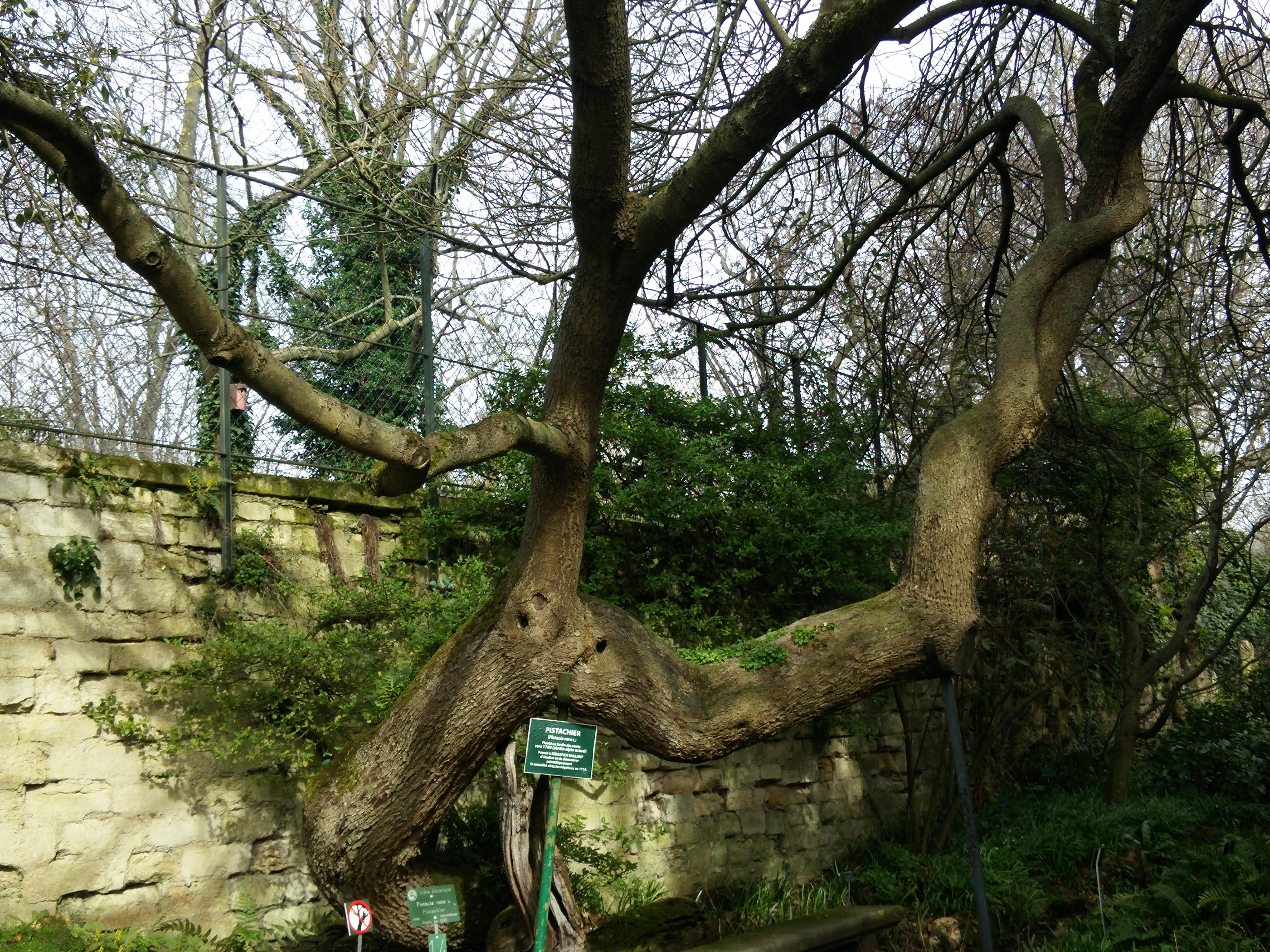
Le pistachier de Sébastien Vaillant du Jardin alpin de Paris

Le pistachier du Jardin du roi (l'actuel jardin des plantes de Paris) – pistachier dont Tournefort avait rapporté les graines lors de son voyage au levant – fleurissait mais ne portait jamais de pistaches. Il y avait, très loin, dans un autre quartier de Paris, un autre pistachier qui fleurissait mais ne portait également jamais de pistaches. Vaillant apporta une branche en fleurs du pistachier du Jardin du roi à l'autre pistachier de Paris et la secoua près de lui. Cette année-là, l'autre pistachier de Paris donna des pistaches. L'expérience de Vaillant venait de démontrer la sexualité des plantes : en effet, le pistachier du Jardin du roi était un pistachier mâle et l'autre un pistachier femelle.
Le « pistachier de Vaillant » existe toujours, trois fois centenaire, dans le Jardin alpin du Jardin des plantes, et son cartel raconte précisément cette histoire.
L'expérience, pour être validée, doit réunir plusieurs conditions :
- il faut deux plantes non hermaphrodites (cela peut sembler simple, mais beaucoup de plantes portent à la fois les organes femelles et les organes mâles) ;
- ces deux plantes doivent être suffisamment éloignées l'une de l'autre (pour qu'il n'y ait pas de pollinisation accidentelle, par le vent ou les insectes) ;
- il faut détecter quelle plante est le mâle et quelle autre est la femelle ;
- la floraison du mâle doit coïncider avec celle de la femelle ;
- il faut simuler l'action du vent (ou des insectes), ce que fit Vaillant en secouant la branche mâle près de l'arbre femelle (il faut amener le pollen du mâle à la femelle) ;
- il faut observer le résultat (la production de fruits, dans ce cas de pistaches, sur l'arbre femelle).

Si un arbre ne fructifie qu'après qu'on lui a apporté la poussière (le pollen) d'un autre arbre de la même espèce, alors il faut deux arbres pour produire un fruit. Il ne reste plus qu'à appeler l'un des deux arbres « arbre masculin » et l'autre « arbre féminin », ce qui se fait facilement par analogie avec le règne animal.

##### Discours de 1717
L'auditoire de Vaillant pour son Discours du 10 juin 1717 est composé d'étudiants en botanique, mais bon nombre d'entre eux sont aussi étudiants en médecine, car à cette époque ce sont surtout les médecins qui ont un intérêt scientifique pour les plantes. Devant eux, Vaillant va employer le langage direct auquel sont habitués les étudiants en médecine pour parler de la sexualité. Oui, les plantes sont sexuées. Mieux vaut parler carrément de « fleurs mâles » et de « fleurs femelles » (sinon on donne dans le « fleurisme ») et de plantes hermaphrodites pour celles qui portent les deux sexes. Les termes d'« étamines » et de « testicules » sont d'ailleurs interchangeables. S'amusant, mais aussi sans doute provoquant, Vaillant attribue aux plantes le langage des ébats amoureux.
Sur un seul point, Vaillant est à court d'explications. Il ne connaît pas la voie de pénétration du pollen (elle ne sera identifiée qu'un siècle plus tard) et doit imaginer un « esprit volatil » qui se fait un chemin jusqu'aux ovaires.
Vaillant s'arrange pour que ses allusions à Tournefort — mort à l'époque mais qui n'en était que plus vénéré — et à Geoffroy — en voyage au moment du discours — soient claires, sans nommer l'un ou l'autre quand il les critique.
Le discours suscite l'enthousiasme des étudiants, qui le « recueillent » ; il est traduit en latin, et Boerhaave ainsi que Sherard en assurent la publication.

#### Querelles
Heureusement, écrit R. L. Williams, que Vaillant avait été élu à l'Académie des sciences l'année précédente. On ne parlait pas ainsi dans la bonne société. Vaillant avait été ingrat ; il avait dû intriguer : il avait ravi une place à Tournefort, son maître. L'attribution à Geoffroy de la découverte de Vaillant subsista longtemps.[pas clair]
En 1721, l'Académie interdit à Vaillant d'attaquer de nouveau Tournefort dans une communication. Vaillant acquiesça semble-t-il, mais ne reparut plus. Et quand Vaillant mourut, l'Académie « oublia » de faire son éloge, la plume de Fontenelle ne consacrant que les savants que leurs confrères trouvaient éternels.

### Fin de vie

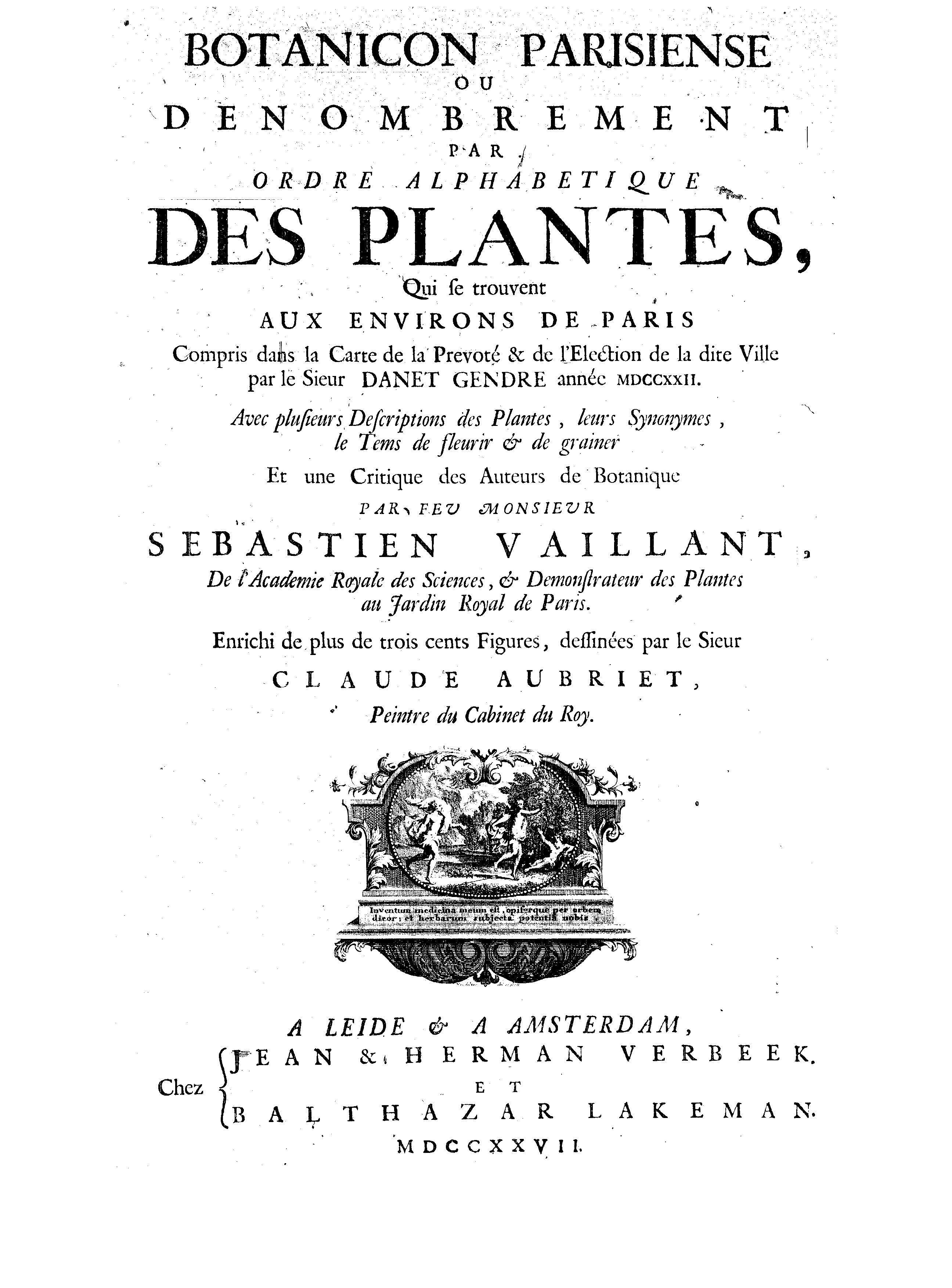
Page de garde de l'édition de 1727 du Botanicon Parisiense.

Vaillant avait été un professeur de renom, dont les élèves reconnaissaient le dévouement. Il avait fait visiter son cabinet de pharmacie à Pierre le Grand. Le célèbre anatomiste Du Verney s'était assis devant lui comme un simple étudiant.
Malade, il est trop pauvre pour faire paraître avant sa mort son Botanicon Parisiense, fruit de trente-six ans de travail. Le 15 mai 1721, il fait écrire à Herman Boerhaave, qui en accepte la charge ; Boerhaave achète de Claude Aubriet, peintre du cabinet du roi, les illustrations qu'il avait faites sous la supervision de Vaillant — mais que ce dernier n'avait pu payer — et les remet à Vaillant.
L'ouvrage, particulièrement important dans l'histoire de la botanique (les termes d'étamine, d'ovaire et d'ovule y apparaissent pour la première fois dans leurs sens actuels), est publié en 1723, l'année suivant sa mort. L'édition de 1727 comprend les 300 illustrations d'Aubriet, gravées par Jan Wandelaar.
Le genre Valantia (vaillantie) (famille des rubiacées), que lui avait dédié Tournefort, fut repris par Linné,.
Son herbier, que Louis XV fit acheter à sa veuve et auquel celui de Fagon a été joint, est conservé au Muséum national d'histoire naturelle ; les spécimens de Vaillant forment le lot le plus ancien, par exemple, des collections de champignons (Vaillant a été un pionnier de la mycologie, l'amanite phalloïde porte son abréviation), de bryophytes, de plantes à fleurs et de fougères. À Vigny, la rue où il est né porte son nom.

## Œuvres

### Liste des ouvrages
- « Catalogue des ouvrages imprimés de Sébastien Vaillant », dans Sébastien Vaillant, Botanicon Parisiense (lire en ligne), p. X–XI

### Publications
- (fr + la) Discours sur la structure des fleurs, leurs différences et l'usage de leurs parties prononcé à l'ouverture du jardin royal de Paris, le Xe jour du mois de juin 1717 et l'établissement des trois nouveaux genres de plantes, l'araliastrum, la sheradia, la boerhaavia avec la description de nouvelles plantes rapportées au dernier genre, Leyde, P. Vander, 1718[34],[35] lire en ligne sur GallicaOn a aussi, du chapitre sur l'araliastrum, une autre édition sur Google Livres, unilingue et plus courte.
- Établissement de nouveaux caractères de trois familles ou classes de plantes à fleurs composées ; savoir, des Cynarocéphales, des Corymbifères et des Cichoracées, Paris 1718–1721Lu à la séance du 2 juillet 1718 de l'Académie des sciences.
  - Suites : le 19–7–1719 (corymbifères), le 27–1–1720 (corymbifères de nouveau), le 15–1–1721 (chicoracées), le 10–12–1721 (dipsacées)
- Caractères de quatorze genres de plantes : le dénombrement de leurs espèces ; les descriptions de quelques-unes, & les figures de plusieurs, Paris, 1719Lu à la séance du 11 janvier 1719 de l'Académie des sciences
- Suite de l’éclaircissement de nouveaux caractères de plantes, Paris, 1721
- « Remarques sur la méthode de M. Tournefort », dans Histoire de l'Académie royale des sciences — Année 1722, 1724, p. 243
- Botanicon :
  - (la) Botanicon Parisiense : Operis majoris prodituri prodromus sur Google Livres, Leyde, Vander, 1723, 131 p. 
  - (la + fr) Botanicon Parisiense : Dénombrement par ordre alphabétique des plantes qui se trouvent aux environs de Paris, Leyde et Amsterdam, Jean & Herman Verbeek et Balthazar Lakeman, 1727 — Numérisations : Google livres ; Biodiversity Heritage Library ; Linda Hall LibraryÉdité par Boerhaave avec la collaboration de William Sherard. « Enrichi de plus de trois cents figures dessinées par le sieur Claude Aubriet ». Dédié par Boerhaave à Jean-Paul Bignon

### Manuscrits choisis
- Journal du voyage que j'ay fait, avec Mr Danty d'Isnard, sur les costes de Normandie, pour la recherche des plantes […], Ms. 1346, Manuscrits et archives scientifiques du Muséum national d'histoire naturelle